# Empresa Minera Unificada
L'Empresa Minera Unificada est une compagnie minière bolivienne fondée en 1982 et basée à La Paz, en Bolivie. Elle contrôle les deux plus grandes mines d'antimoine de Bolivie mais s'est aussi diversifiée vers l'or et dans d'autres pays.

## Activité
L'Empresa Minera Unificada a été fondée pour exploiter l'antimoine, un minerai stratégique utilisé dans l'ignifugationet les composés semi-conducteurs, a été exporté sous forme de concentrés, trioxydes et d'alliages, dans toutes les régions du monde, avec la plupart des ventes effectuées vers la Grande-Bretagne et le Brésil. Les réserves d'antimoine de l'Empresa Minera Unificada s'élevaient à 350 000 tonnes en 1988.

## Principaux actifs
- La mine de Caracota, dans le Département de Potosí, est un des plus importants centres d'extraction d'antimoine du pays, avec Churquini et Rosa de Oro.
- Les mines de Chilcobija, exploitées dès 1900 pour des minerais traités par flottation, près de la frontière argentine, furent riches en argent, plomb, cuivre, étain, zinc et antimoine. La ville de Tupiza, tout proche des mines, se trouve sur le territoire ancestral des Chichas. Ce fut l'un des principaux producteurs d'antimoine dans les années 1970, mais la plupart du temps, le site n'est plus exploité.

L'Empresa Minera Unificada fait face à la concurrence en Bolivie des petites et moyennes sociétés minières, qui ont généré une moyenne de 9 500 tonnes d'antimoine par an du milieu à la fin des années 1980.